# Покрајина Исфахан
Покрајина Исфахан (перс. استان اصفهان) је једна од покрајина Ирана, од 31 иранске покрајине. Смјештена је у средишњем дијелу земље, а граничи се са Покрајина Ком и Семнанском покрајином на сјеверу, Јаздском покрајином на истоку, Покрајина Фарсом, Кухгилујом и Бујер-Ахмадом односно Чахар-Махал и Бахтијаријем на југу, те Хузестаном, Луристаном и Марказијем на западу. Исфаханска покрајина има површину од 107.029 км², а према попису становништва из 2011. године у њој је живјело 4.879.312 становника. Сједиште покрајине налази се у велеграду Исфахану.

## Окрузи
- Аранско-бидголски округ
- Ардестански округ
- Борхарски округ
- Бујинско-мијандаштански округ
- Чадегански округ
- Дехакански округ
- Фалаварџански округ
- Фаридански округ
- Ферејдуншахерски округ
- Голпајегански округ
- Хомеинишахерски округ
- Хурско-бијабаначки округ
- Хвансарски округ
- Исфахански округ
- Кашански округ
- Ленџански округ
- Мобарачки округ
- Наџафабадски округ
- Најински округ
- Натаншки округ
- Семиромски округ
- Шахиншахерско-мејмски округ
- Шахрешки округ
- Тиранско-карвански округ[1]